# Ana Botella Serrano
Ana María Botella Serrano (Madrid, 23 de juliol de 1954) és una política espanyola del Partit Popular, que va ser alcaldessa de Madrid. Està casada des de 1977 amb José María Aznar, president del Govern d'Espanya durant les legislatures VI i VII, a qui conegué durant el seu viatge de fi de carrera i amb qui té tres fills: José María, Ana i Alonso Aznar Botella.
És la més gran de tretze germans, filla d'Ernesto Botella Pradillo (1918-2011) i Ana María Serrano Sancho-Álvarez.

## Biografia

### Formació
Cursà estudis de primària i secundària en un col·legi religiós de les Mares Irlandeses. Estudià Dret a la Universitat Complutense de Madrid.

### Funcionària de l'Administració
Va aprovar les oposicions pel Cos de Tècnics d'Informació i Turisme i des de llavors ha treballat per a l'Administració Pública (en el Ministeri de l'Interior, el Govern Civil de Logronyo, el Ministeri d'Obres Públiques, la Delegació d'Hisenda de Valladolid i el Ministeri d'Hisenda d'Espanya).

### Carrera política

#### Ajuntament de Madrid
En 2003 va ser escollida regidora de l'Ajuntament de Madrid, i nomenada segona tinent d'alcalde, ocupant-se de la Regidoria de Govern d'Ocupació i Serveis a la Ciutadania fins a 2007.
En les eleccions de 2007 va ser la número dos en la llista del Partit Popular novament per a l'Ajuntament de Madrid i va ocupar la Regidoria de Medi ambient.
El juny de 2011 va ser ratificada com a segona tinent d'alcalde i titular de l'àrea de Govern de Medi ambient i Mobilitat.
L'alcalde Alberto Ruiz-Gallardón va deixar l'alcaldia de Madrid el 22 de desembre de 2011 lloc que havia estat designat un dia abans com a ministre de Justícia pel president del Govern, Mariano Rajoy. Va assumir el càrrec d'alcalde com a interí durant cinc dies el vicealcalde Manuel Cobo i el 27 de desembre del mateix any el ple de l'Ajuntament va escollir (amb 31 vots de 55) Ana Botella com a primera alcaldessa de Madrid.

#### Contaminació atmosfèrica
En 2010, Madrid va superar el límit legal mitjà anual de contaminació per diòxid de nitrogen (44 µg/m³ de diòxid de nitrogen), partícules i ozó que marca la Unió Europea.
La mitjana anual de concentració de partícules en suspensió PM10 no van depassar els límits de la legislació, les partícules de menys de 2,5 micres de diàmetre (PM2,5) van estar dins dels límits (12 µg/m³), però van superar el màxim que recomana l'Organització Mundial de la Salut (10 µg/m³).
La regidoria de Medi ambient de l'Ajuntament de Madrid pretén demanar una moratòria a la Unió Europea, al·legant que la directiva europea 1999/30/CE (relativa als valor límit de diòxid de sofre, diòxid de nitrogen i òxids de nitrogen, partícules i plom en l'aire ambient), traslladada amb el Reial decret 1073/2002, ha fixat uns paràmetres "difícils de complir". Ana Botella va dir: "Per complir els límits hauríem de reduir el tràfic en un 50% i això no és possible". La petició es faria a través de l'Estat, interlocutor vàlid en qüestions de medi ambient.
L'Ajuntament de Madrid va canviar llavors una desena d'estacions municipals de mesura de contaminació des dels llocs amb més tràfic i on es donaven els nivells més elevats de substàncies nocives en l'aire fins a la perifèria. Ho va fer amb l'argument que amb el trasllat es pretén adaptar la xarxa a les normes europees.
Aquesta mesura va ser denunciada per col·lectius ecologistes, que ho van considerar un frau. També la ministra de Medi ambient, Medi Rural i Marí, Rosa Aguilar, va acusar l'Ajuntament de "fer paranys amb la qualitat de l'aire".
El fiscal de Medi ambient ha requerit explicacions al consistori sobre el canvi d'ubicació de les estacions. En canviar la ubicació de les estacions, es va perdre la sèrie històrica de mesuraments acumulada durant anys.

#### Partit Popular
Des de 2004 forma part del Comitè de direcció del Partit Popular de Madrid. Va ser secretària executiva d'Acció Social fins a 2008, i des de llavors secretària executiva d'Acció Sectorial.
És membre del Comitè Executiu Nacional del Partit Popular des de 2008.

### Altres activitats
Va col·laborar durant tres anys en un informatiu de Telecinco. Va ser Presidenta d'Honor Internacional de l'associació Mensajeros de la Paz, fundadora i presidenta executiva de les fundacions Realiza i Integra.

## Treballs publicats
- Mis ocho años en Moncloa.  Plaza & Janés, 2004. ISBN 978-84-01-37880-5.
- Érase una vez... Los mejores cuentos infantiles comentados.  Ediciones Martínez Roca, 2001. ISBN 978-84-270-2659-9. (col·laboració)
- Cuentos de Navidad. Los mejores clásicos para leer en familia.  Editorial Planeta, 2009. ISBN 978-84-08-08866-0. (col·laboració)